# Juta de Sajonia
Juta de Sajonia (c. 1223 - antes del 2 de febrero de 1267) fue reina consorte de Dinamarca como la esposa de Erico IV de Dinamarca.

## Vida
Juta fue la segunda hija de Alberto I, duque de Sajonia, y su primera esposa, Inés de Austria. Se casó con Erico IV de Dinamarca en 1239, y se convirtió en reina menor de Dinamarca ya que su esposo era rey menor, aunque no había una reina principal en ese momento. Se convertiría en reina principal en 1242.
No se sabe mucho sobre Juta. Estuvo involucrada en un conflicto con los monjes de la abadía de Øm, a quienes les confiscó maíz de sus propiedades y lo envió a las de ella. Su firma estuvo en las instrucciones del funeral de su esposo, que fue asesinado en 1250, en el que expresó que deseaba ser enterrado vestido con túnicas de monje. Juta fue reina por ocho años hasta que enviudó en 1250. Se cree que regresó a Sajonia, dejando a sus hijas en Dinamarca.
Juta se casó por segunda vez, y se convirtió en la primera esposa del conde Burcardo VIII de Querfurt-Rosenburg, que ostentó el título de burgrave de Magdeburgo entre 1273 y 1313, un hijo de burgrave Burcardo VI.
Juta murió antes del 2 de febrero de 1267.

## Hijos
Juta y Erico IV de Dinamarca tuvieron seis hijos:
- Cristóbal (murió en 1250)
- Knud (murió en 1250)
- Sofía (murió en 1286): fue reina consorte de Suecia desde 1266 hasta 1277 como la esposa de Valdemar I de Suecia.
- Ingeborg (1244-26 de marzo de 1287): fue reina consorte de Noruega desde 1261 hasta 1280 como la esposa de Magnus VI de Noruega.
- Jutta (1246-1284): abadesa de la abadía de Santa Inés de Roskilde en 1267.
- Inés (1249-1288/95): sucedió a su hermana como abadesa de la abadía de Santa Inés de Roskilde.

Juta y Burcardo VIII tuvieron una hija:
- Sofía de Querfurt-Rosenburg (d. 1325): casada con Erik Erikssøn Langben, duque de Langeland, hijo de Eric I, duque de Schleswig.